# 利霍迪迪夫卡
46°30′17″N 34°21′24″E / 46.50472°N 34.35667°E
利霍迪迪夫卡（烏克蘭語：Лиходідівка）是位於烏克蘭南部的村莊，由赫爾松州海尼切斯克區的新特羅伊茨凱市鎮負責管轄。該村始建於1910年，面積5.56平方公里，海拔高度33米。